# Ignacio Pérez Moreno (militar y aviador)
Ignacio Pérez Moreno, conocido popularmente como Capitán Pérez Moreno (Conil de la Frontera, febrero de 1894- Madrid, 14 de enero de 1922), fue un aviador y militar español.
Realizó sus estudios a la edad de 18 años en la Academia de Ingenieros del Ejército, y el 26 de junio de 1917 fue elegido primer teniente del Cuerpo de Ingenieros, terminando así sus estudios. Fue tío del escritor y poeta José Velarde, y nieto de Agustín Velarde y Escalera. Fue uno de los más reconocidos del municipio. Por último, falleció el 14 de enero de 1922 en Madrid, tras sufrir un accidente de aviación, terminando así su carrera de aviador y de militar.
En el municipio Gaditano de Conil de la Frontera hay una vía que lleva su nombre, la Calle Capitán Pérez Moreno, ubicada al principio del casco antiguo, al lado del Arco de la Villa.